# Теодор Флурноа
Теодор Флурноа (на немски: Théodore Flournoy) е швейцарски психолог, автор на книги върху спиритизма и психичните феномени. Той е баща на психиатъра и психоаналитик Анри Флурноа.

## Биография
Роден е на 15 август 1854 година в Женева, Швейцария. Става професор по психология в Женевския университет.
Известен е с изследването си на медиума Елен Смит (или Хелене Смит – псевдоним на Катерин Мюлер), която предава информация за минали животи в състояние на транс, озаглавено „От Индия до планетата Марс“ (1899). Флурноа предполага, че тази информация е като „измислица на подсъзнателно въображение“ и продукт на несъзнаваното (Stevens, 1994).
Флурноа е съвременник на Фройд и неговата работа повлиява на изследването на Карл Густав Юнг върху друг медиум – неговата братовчедка Хелене Прайсверк, което изследване впоследствие става докторска дисертация на Юнг през 1902 г.
Флурноа е един от малкото учени на своето време, който приема възгледа на Уилям Джеймс за първичната реалност на недуалното съзнание, както показва в своето есе Radical Empiricism (Радикален емпиризъм).
Умира на 5 ноември 1920 година в Женева на 66-годишна възраст.